# Тюмень, Сереп-Джап Батыкович
Сереп-Джап Батыкович Тюмень (1881—1937) — калмыцкий князь (нойон), член II Государственной думы от Астраханской и Ставропольской губерний, землевладелец.

## Биография
По национальности калмык, по вероисповеданию буддист, нойон Александровского улуса. Образование получил дома. Принадлежал к роду владетельных нойонов Тюменевых, среди его предков выделялся участник Наполеоновских войн полковник Серебджаб Тюмень, строитель сохранившегося до сих пор Хошеутовского хурула (буддийского храма). Скотовод, землевладелец, земельная собственность составляла 270 десятин. Во время выборов в Думу оставался беспартийным. В этот момент политическая позиция определялась как «правый».
5 мая 1907 года избран в Государственную думу Российской империи II созыва от инородческого населения Астраханской и Ставропольской губерний. Вошёл в состав Конституционно-демократической фракции. В работе Думы активного участия не принимал.
Есть неподтверждённые сведения, что был свитским генералом Николая II. 
В 1916—1917 годах Заместитель председателя Уездной Земской и Земского собрания управы Астраханского уезда. 
В конце декабря 1917 — начале 1918 года после того, как 23 декабря  войсковой круг избрал Калмыцкое войсковое правительство, был избран окружным атаманом Багацохуровско-Хошеутовского казачьего округа.
В январе 1919 года на расширенном совещании астраханского войскового правительства в Ростове сторонники Деникина во главе с Н. В. Ляховым добились отставки Данзана Тундутова с поста атамана Астраханского казачьего войска. Новым исполняющим обязанности атамана был избран Ляхов, а С.-Д. Б. Тюмень стал его помощником по калмыцкой части. Весной 1919 года целая группа отрядов под общим командованием Сереб-Джаба Тюменя, действуя в центре Калмыцкой степи в Икицохуровском и Харахусовском улусах, участвовала в боях в Калмыкии с большевистскими вооружёнными силами. К осени 1919 года Калмыцкая степь почти полностью контролировалась партизанскими отрядами, руководил которыми С.-Д. Б. Тюмень. Эти отряды были, в основном, калмыцкие, но командный состав, как правило, состоял из русских офицеров. К концу 1919 года численность отрядов Тюменя выросла от 1500 до 2000 человек при 7—10 пулемётах и 2 орудиях. 
После поражения Астраханского войска, а затем и сил Врангеля, выехал из России. В эмиграции служил швейцаром в Управлении австрийской табачной компании. Умер в Софии до 5 февраля 1937 года.

### Рекомендуемые источники
- Некролог // Новое русское слово, Нью-Йорк, 1937, 5 февраля, № 8769.

### Архивы
- Российский государственный исторический архив. Фонд 1278. Опись 1 (2-й созыв). Дело 444; Дело 635. Лист 2—4.